# Klaus Schönert
Klaus Schönert (* 18. Juni 1927 in Döbeln; † 24. September 2011 in Goslar) war ein deutscher Physiker und Ingenieur. Er war Experte für Zerkleinerungstechnik innerhalb der mechanischen Verfahrenstechnik und Aufbereitungstechnik.

## Leben
Schönert absolvierte nach dem Abitur 1946 eine Lehre als Rundfunkmechaniker und arbeitete unter anderem bei Siemens. Er studierte ab 1950 Physik an der TH Karlsruhe bei Hans Rumpf mit dem Diplom 1957 und wurde dort 1966 in der Fakultät für Maschinenbau und Verfahrenstechnik promoviert (Dissertation: Einzelkorn-Druckzerkleinerung und Zerkleinerungskinetik: Untersuchungen an Kalkstein-, Quarz-, und Zementklinkerkörnern des Größenbereiches 0,1 bis 3 mm). Als Post-Doktorand war er zwei Jahre in Berkeley und 1970 habilitierte er sich an der Fakultät für Chemieingenieurwesen in Karlsruhe (Habilitationsschrift: Mathematische Simulation von Zerkleinerungsprozessen in kontinuierlich betriebenen Mühlen). Er war bis 1981 geschäftsführender Leiter des Instituts für mechanische Verfahrenstechnik in Karlsruhe und ab 1981 Professor für Aufbereitungstechnik an der TU Clausthal. 1989 bis 1991 war er dort Dekan des Fachbereichs Bergbau und Rohstoffe.
Er entwickelte Hochdruckwalzenmühlen (High Pressure Grinding Rolls, HPGR), die erhebliche Energieeinsparungen brachten.
Klaus Schönert war zudem maßgeblich an dem 2003 von Heinrich Schubert herausgegebenen und Maßstäbe setzenden Handbuch der Mechanischen Verfahrenstechnik in zwei Bänden als Autor beteiligt.
2004 wurde er Ehrendoktor der Bergakademie Freiberg, mit der er auch eng kooperierte. Ein Preis der ProcessNet Fachgruppe Zerkleinern und Klassieren für Abschlussarbeiten von Studenten ist nach Schönert benannt.